# Sint Pannekoek
Sint Pannekoek, ook wel foutief geschreven als Sint Pannenkoek, is een door striptekenaar Jan Kruis bedachte feestdag. Sint Pannekoek heeft als datum 29 november en wordt gevierd met een maaltijd van pannenkoeken.

## Oorsprong en achtergrond
Jan Kruis gebruikte de term voor het eerst in de schoolagenda Jan, Jans en de kinderen 1986-1987, waarin hij 29 november als Sint Pannekoek markeerde.
In november 1986 was "Sint Pannekoek" onderwerp van een van de afleveringen van de wekelijkse strip in het vrouwentijdschrift Libelle. Hier zegt Catootje tegen opa Tromp dat ze geen trek heeft in de boontjes die Jans voor het avondeten wil klaarmaken; ze heeft veel meer zin in pannenkoeken. Nadat Opa Tromp aan Jans gevraagd heeft welke datum het is, beweert hij dat het die dag – 29 november – Sint Pannekoek is,  een oude Rotterdamse traditie. Volgens hem bakt de moeder dan voor het hele gezin pannenkoeken en krijgt de vader bij thuiskomst "een vrolijke en gezegende Sint Pannekoek" toegewenst van de overige gezinsleden, die allen een pannenkoek op het hoofd hebben. Als in het laatste plaatje vader Jan thuiskomt van zijn werk, treft hij tot zijn grote verbazing precies dat tafereel aan.
Het oneigenlijke gebruik van het woord 'Sint' door de stripopa ontleende Jan Kruis naar eigen zeggen aan uitspraken van zijn eigen vader, op wie hij het personage van opa Tromp als zodanig grotendeels baseerde.
In 2015 breidde Kruis zijn idee uit met Het evangelie van Sint Pannekoek, dat zich afspeelt in de 12e eeuw in een klooster aan de Rotte. Het verhaal gaat over de 15e verjaardag van de monnik Gerrit (de voornaam van opa Tromp). De jonge monnik zou een pannekoek op het hoofd van de kouwelijke abt gelegd hebben, waarna er een engel met een gouden koekenpan uit de hemel zou zijn neergedaald, die de opdracht gaf om voortaan op 29 november arme mensen uit te nodigen om samen een pannenkoek te komen eten. In oktober 2016 richtte Kruis met enkele aanhangers het Nationaal Comité Sint Pannekoek op. Tevens ontwierp Kruis dat jaar een ansichtkaart met bijpassende postzegel.

## Viering

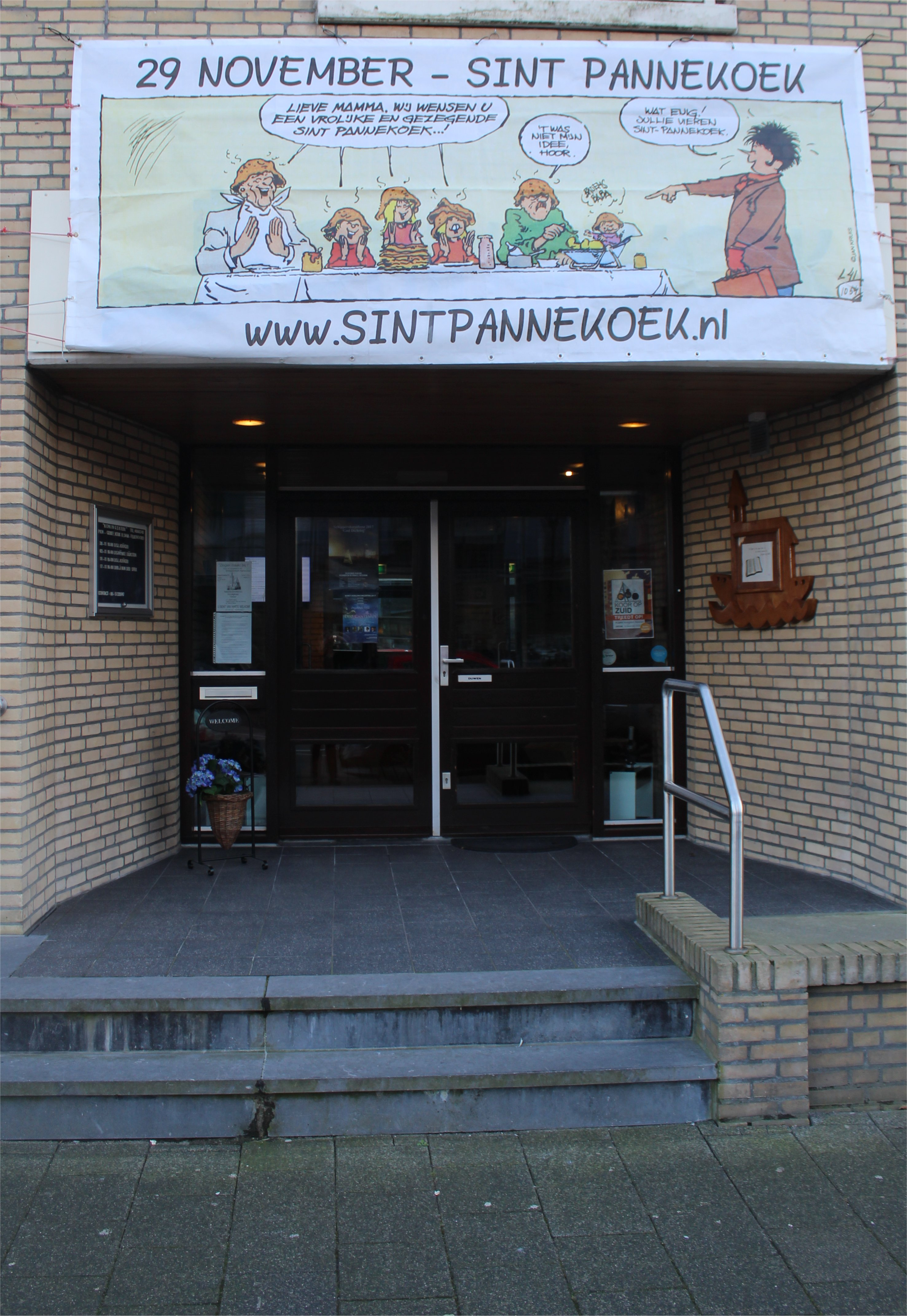
Spandoek aan de Koningskerk in Rotterdam, met daarop een aankondiging van Sint Pannekoek. Van links naar rechts zijn opa Tromp, Catootje, Karlijn, Jeroen, Jan, Gertje en Jans te zien.

Enige tijd na het verschijnen van de strip kreeg Sint Pannekoek navolging, naar verluidt in eerste instantie vooral onder studenten en kerken. Later werd het ook gevierd in de huiselijke kring en in diverse restaurants. Sint Pannekoek wordt onder meer in Rotterdam en Groningen gevierd. Soms wordt daarbij geld ingezameld voor een goed doel.
Op sociale media als Twitter, Facebook en YouTube werd het op enig moment onder liefhebbers populair elkaar op 29 november een gezegende Sint Pannekoek toe te wensen met foto's en filmpjes van zichzelf met een pannenkoek op het hoofd. In 2015 werd op Twitter de hashtag "#sintpannekoek" volgens Kruis ongeveer 250 duizend maal genoemd. In 2016 vierden aanhangers het 30-jarig bestaan van het 'nationale feest' Sint Pannekoek.

## Andere tradities met pannenkoeken
- Het is onder andere in Vlaanderen traditie dat er op Maria-Lichtmis (2 februari) pannenkoeken gegeten worden. Dit wordt uitgedrukt in het gezegde: Er is geen vrouwtje nog zo arm, of ze maakt op Lichtmis haar pannetje warm. Ook in Frankrijk is die gewoonte als Chandeleur bekend. Het wordt daarom ook wel Sint-Pannenkoek genoemd.
- In Rusland (Maslenitsa), Frankrijk (Mardi Gras) en Engelstalige landen (Shrove Tuesday of Pancake Tuesday[20]) worden op Vastenavond traditioneel pannenkoeken gebakken.[21]